# Escales trencades
Escales trencades és un concepte que es refereix a les interrupcions en les trajectòries de la vida laboral de les dones. És una de les tres categories  que ha identificat l'ONU per a explicar la bretxa salarial i perquè no és igual el salari que perceben un  home i una dona pel mateix treball i els homes guanyen més. Es tracta d'un dels diferents escenaris d'apoderament econòmic de les dones.  Fonamentalment, es refereix a les dones que estan tractant de pujar l'escala laboral, però després de ser mares reverteixen la seva vida o no aconsegueixen avançar. Descriu els obstacles de la dona en l'àmbit laboral. Les escales trencades apareixen en dones amb educació secundària i nivells intermedis d'apoderament econòmic que pateixen dificultats per a conciliar el seu treball fora de casa amb el seu treball domèstic i el treball de cura dels fills.

## Concepte
Les escales trencades és un concepte que fa referència a  les interrupcions en les trajectòries laborals de les dones.  Fonamentalment, es refereix a les dones que estan tractant de pujar l'escala laboral després de ser mares reverteixen la seva vida o no aconsegueixen avançar. És una de les causes de la disparitat de sous entre homes i dones. L'escala trencada dona compte de les interrupcions en la trajectòria laboral de la dona. Descriuen de manera gràfica  els obstacles de la dona en l'àmbit laboral.
Es deu als obstacles per a la permanència en els seus llocs de treball i en el mercat laboral. Les dificultats per a tenir accés ple als drets reproductius dificulta les possibilitats de les dones per a sostenir la seva trajectòria laboral perquè en arribar els fills són les mares i no els pares els qui han de deixar de treballar per a cuidar a la seva prole.
Les dones amb educació i de llars d'ingressos intermedis es troben soles enfront de les responsabilitats de cura dels seus fills, cuidar les persones majors, rentar, planxar, cuinar, fer les compres, per això són les més volàtils als canvis del mercat, a conseqüència de la falta de xarxes familiars, estatals i del mercat laboral. Aquest escenari és el que es diu escales trencades, perquè aquesta situació els impedeix continuar avançant en les seves carreres.
Les escales trencades apareixen en dones amb educació secundària i nivells intermedis d'apoderament econòmic que pateixen dificultats per a conciliar el seu treball fora de casa amb el seu treball domèstic i la cura dels fills. Elles tenen guanys inestables, són més vulnerables als canvis. Això es deu al fet que són les dones les que realitzen, de manera desproporcionada, el  treball domèstic i de cures no remunerat. Les dones fan el doble del treball no remunerat de cura que els homes. Aquesta càrrega desproporcionada de cura dels fills i el treball domèstic no remunerat que recau en les dones de tots els nivells socials, i no en els homes, es manifesta en la  diferència salarial de gènere, en la feminització de la pobresa, en la feminització de la fam, i generen l'escala trencada, que fa que les dones no puguin avançar significativament en les seves trajectòries laborals o professionals, ja que ocorre en totes les classes socials. L'escala trencada és una metàfora de les dificultats que troben les dones cap al seu apoderament econòmic i la seva realització personal laboral.
L'informe Progrés de les dones a Amèrica Llatina i el Carib 2017 va definir les estratègies per a vèncer el sostre de vidre i les escales trencades en la vida laboral de les dones
- Reconèixer, reduir i redistribuir el treball domèstic i de cura no remunerat.
- Avançar en la construcció de sistemes de protecció social universal amb enfocament de gènere.
- Crear més i millors llocs de treball i transformar el treball a favor dels drets de les dones.
- Fomentar relacions de família igualitàries que reconeguin la diversitat de les llars a la regió i els drets i deures de les parts.
- Crear les condicions per al gaudi efectiu dels drets sexuals i reproductius de les dones.
- Contenir els efectes adversos de la desacceleració econòmica en la igualtat de gènere.[8]

L'Organització Internaconal del Treball recomana implementar polítiques de recursos humans sensibles al gènere, respecte a la conciliació del treball i la família, corresponsabilitat parental equitativa entre paternitat i maternitat, horaris flexibles i llicències esteses.